# Nông nghiệp Đại Việt thời Trần
Nông nghiệp Đại Việt thời Trần phản ánh chế độ ruộng đất và việc làm thủy nông thời nhà Trần trong lịch sử Việt Nam.

## Chế độ ruộng đất

### Ruộng công
Có hai bộ phận ruộng công, gồm ruộng đất do triều đình trực tiếp quản lý và ruộng đất công của thôn làng.

#### Ruộng quốc khố
Ruộng quốc khố, hay quốc khố điền, là ruộng công của triều đình mà hoa lợi thu được dự trữ vào kho của vua để chi dùng cho hoàng cung. Tương tự như thời Lý, người cày cấy trên ruộng của vua gọi là "cảo điền nhi" hay "cảo điền hoành", vốn là người bị tù tội, có địa vị xã hội rất thấp.
Nhà Trần đặt ruộng quốc khố ở Cảo Xã. Ruộng đất này không chiếm số lớn nhưng cũng là nguồn thu nhập đáng kể cho triều đình. Tại đây mỗi hoành nhi cày 3 mẫu, mỗi năm nộp 300 thăng thóc.

#### Sơn lăng
Sơn lăng là loại ruộng dùng vào việc thờ phụng tổ tiên dòng họ nhà vua, được giao cho dân trông nom việc tế tự, được miễn tô thuế. Thời Lý, ruộng sơn lăng tập trung ở hương Cổ Pháp (Bắc Ninh), tới thời Trần vẫn duy trì. Các vua Trần được chôn cất ở nhiều nơi nên ruộng sơn lăng cũng rải rác. Các làng Thái Đường, Thâm Động (Thái Bình), Tức Mặc (Nam Định), Yên Sinh (Quảng Ninh), đều có ruộng sơn lăng.
Không chỉ các vua Trần, các quý tộc nhà Trần cũng có ruộng sơn lăng. Những ruộng sơn lăng theo thời gian dù có thu hẹp nhưng vẫn tồn tại đến nhiều đời sau, gọi là tự điền; như ruộng sơn lăng Trần Thủ Độ ở xã Phù Ngự (làng Ngự, Hưng Hà, Thái Bình) duy trì tới năm Chính Hòa nhà Hậu Lê (1680-1705) thu nhỏ lại vẫn còn 9 mẫu, ruộng sơn lăng Hoài Đức vương Trần Bà Liệt tới đầu thế kỷ 20 dân địa phương gọi là "Trần triều sơn lăng" và được duy trì đến trước năm 1945 còn khoảng 41 mẫu ghi trong địa bạ làng Trang Liệt (Bắc Ninh).

#### Tịch điền
Ruộng tịch điền là loại ruộng do triều đình trực tiếp quản lý, hoa lợi dùng cho triều đình, đã có từ thời Tiền Lê. Sử sách không ghi rõ các vua Trần đặt ruộng tịch điền tại đâu và những người cày ruộng là nô tì, nông nô hay nông dân làng xã.

#### Ruộng công làngxã
Hương là đơn vị hành chính cấp cơ sở của chính quyền. Do nhu cầu tô thuế và điều động nhân lực phục dịch và tuyển lính nên triều đình thường kiểm kê dân số.
Ruộng công làng xã gọi là quan điền hay quan điền bản xã. Sử sách không chép nhiều về chế độ ruộng công làng xã. Các nhà nghiên cứu căn cứ vào một số tư liệu lịch sử đưa ra một vài kết luận:
- Một thời gian dài trong thế kỷ 13 không lập điền bạ. Hương xã có nhiều ruộng công, song việc chi phối quản lý của triều đình chưa chặt chẽ.
- Ruộng đất công tại các làng xã khác nhau và các dân đinh được phân chia số ruộng không đều nhau, có người không có ruộng cày cấy.
- Nhà Trần có chế độ tô thuế cho loại ruộng công của làng xã: có 1-2 mẫu thì nộp 1 quan; có 3-4 mẫu thì nộp 2 quan, từ 5 mẫu trở lên nộp 3 quan; tô ruộng mỗi mẫu nộp 100 thăng thóc.

Mức tô thuế khá nặng, hàng năm người dân phải nộp số tiền bằng 1/10 đến 1/5 mẫu ruộng (đối với loại chỉ có 1 mẫu) hoặc từ 1/20 đến 1/10 mẫu ruộng đối với loại 2 mẫu.

#### Thang mộc ấp
Đó là ruộng đất được nhà vua ban cho chư hầu, để lấy thu nhập, chi phí vào việc "trai giới" (tắm gội) hoặc có thể hiểu đó là nơi ăn chốn ngủ khi về chầu vua. Theo"Sách Lễ ký, phần Vương chế chép: Các quan ở địa phương khi triều kiến, đều có thang mộc ấp trong kinh kỳ, được coi như các quan trong triều đình". Ở nước ta, vào trước thời Trần thì các hình thức ban cấp bổng lộc theo kiểu đất phong này đã xuất hiện qua từ thời Ngô, Đinh, Tiền Lê, Lý. Tên gọi của nó khá phong phú, sau đây là một vài minh chứng cụ thể. Ruộng ấp thang mộc dưới triều Lý đã được ghi nhận qua Đại Việt sử kí toàn thư như sau:"năm kiến gia thứ 14 (1224), các công chúa được chia theo các lộ để làm ấp thang mộc"

#### Thái ấp
Quan lại thời Lý chưa được cấp bổng, thời Trần mới định ra lệ cấp bổng cho các quan văn võ. Đây là nét khác biệt cơ bản giữa hai triều đại.
Chính sách ban cấp ruộng đất và bổng lộc thể hiện dưới hình thức thái ấp. Những thái ấp tiêu biểu thời Trần là Quắc Hương (Bình Lục, Hà Nam) của Trần Thủ Độ, Vạn Kiếp của Trần Quốc Tuấn, Chí Linh của Trần Quốc Chân, Diễn Châu của Trần Quốc Khang.

### Ruộng tư

#### Điền trang
Điền trang đã hình thành từ khá lâu nhưng vẫn rời rạc và lẻ tẻ. Năm 1266, do nhu cầu khẩn trương mở rộng diện tích canh tác và thực hiện chủ trương xây dựng củng cố thế lực của quý tộc nhà Trần, triều đình cho các vương hầu, công chúa, phò mã cung tần chiêu tập những người xiêu tán không có tài sản làm nô tì để khẩn hoang. Điền trang chính thức phát triển phổ biến từ đó.
Các sử gia căn cứ vào tư liệu cũ xác định những vùng điền trang thời Trần như An Lạc (Bình Lục, Hà Nam), Vũ Lâm (Ninh Bình), Cổ Nhuế (Hà Nội), Tô Xuyên (Quỳnh Phụ, Thái Bình), Phất Lộc (Thái Thụy, Thái Bình).
Điền trang thành lập là điểm dân cư tiêu biểu cho hình thái kinh tế - xã hội thời Trần. Đây là khu vực kinh tế hỗn hợp của hình thức bóc lột nông nô, nô tì và nông dân lệ thuộc.

#### Ruộng tư của địa chủ
Năm 1254 đánh dấu mốc quan trọng trong sự phát triển ruộng tư hữu, triều đình ra lệnh bán ruộng công. Tới những năm 1280, hình thức sở hữu ruộng tư đã rất phổ biến. Những địa chủ sở hữu nhiều ruộng đất nhưng không vì vậy mà địa vị xã hội của họ được nâng cao.
Trong cuộc chiến tranh chống Nguyên-Mông, triều đình đã kêu gọi các địa chủ ủng hộ thóc lúa để nuôi quân và ban cho các địa chủ hiến lúa chức "giả lang tướng".

#### Ruộng đất tiểu nông
Kinh tế hàng hóa - tiền tệ là một trong những nguyên nhân tạo ra sở hữu ruộng đất tiểu nông. Lệnh bán đất năm 1254 tạo điều kiện cho các gia đình tiểu nông mua thêm ruộng đất.
Sử cũ chép không nhiều về hình thức sở hữu này. Việc sở hữu ruộng đất của nông dân không ổn định. Vào những năm mất mùa, họ phải bán ruộng cho địa chủ, không ít người lâm vào cảnh làm nô tì.

## Đắp đê và làm thủy lợi

### Đê điều
Nhà Trần từ khi mới nắm quyền đã nhanh chóng phục hồi sản xuất nông nghiệp, mở rộng thêm diện tích canh tác. Triều đình áp dụng nhiều biện pháp khuyến khích nông nghiệp, trong đó có làm thủy lợi cho cả nước.
Đê được nhà Lý quan tâm đắp nhưng chưa có quy hoạch quy mô, nhiều lần nước vẫn tràn vào kinh thành. Năm 1238 và 1243, nước lại tràn vào cung điện. Năm 1248, Trần Thái Tông lập ra cơ quan Hà đê, có chánh sứ, phó sứ phụ trách đê điều tại các lộ phủ. Việc đắp đê thực hiện suốt từ đầu nguồn cho tới bờ biển để ngăn nước lũ tràn ngập, gọi là đắp đê quai vạc.
Đắp đê quai vạc được xem là bước ngoặt to lớn trong lịch sử thủy lợi Việt Nam. Triều đình trực tiếp tổ chức đắp đê trên các triền sông và có cơ quan chuyên trách chỉ đạo quản lý đê điều. Triều đình đã bỏ ra nhiều tiền của cho công trình này, đoạn đê nào lấn vào ruộng đất tư nhân thì được đền bù. Hiện nay nhiều địa phương ven sông Hồng vẫn còn đê quai vạc.
Việc đắp đê quai vạc không chỉ thực hiện ở đồng bằng sông Hồng mà còn thực hiện tại Thanh Hóa, Nghệ An.
Đê đỉnh nhĩ không phải là công trình mới và không chỉ đắp một lần có thể xong. Trên cơ sở những đê vùng cũ, nhà Trần cho đắp nối lại, hợp nhất thành tuyến từ đầu nguồn tới biển cho đê to hơn và vững hơn.
Việc hộ đê mùa lũ lụt được triều đình rất quan tâm. Triều đình quy định khi có lụt thì mọi người cùng phải có trách nhiệm. Vua đi thân chinh và huy động cả học sinh trường Quốc Tử Giám.
Ngoài đắp đê ngăn nước sông, nhà Trần còn tổ chức đắp đê biển ngăn nước mặn. Đê biển là những công trình mới có từ thời Trần. Các quý tộc nhà Trần thường cho nô tì đắp đê tại ven biển các điền trang.

### Thủy lợi
Công tác thủy lợi cũng được triều đình chú trọng. Tại Thanh Hóa và Nghệ An có nhiều công trình. Năm 1233, nhiều dòng sông bị tắc, Trần Thái Tông sai Nguyễn Bang Cốc đen quân bản phủ đào kênh Trầm, kênh Hào từ Thanh Hóa tới Diễn châu.
Năm 1248, Thái Tông lại cho đào sông Mã, sông Lễ và đục núi Chiếu Bạch ở Thanh Hóa để tạo thành con kênh chạy dài theo hướng bắc nam, dài hơn 8 km từ sông Hoạt (chỗ sát Cầu Cừ) đến sông Lèn (làng Bình Lâm) mà dân địa phương gọi là sông Đá Bạch nhằm tiêu nước từ Tống Giang (Hà Trung, Thanh Hóa).
Năm 1256, nhà Trần lại cho khơi sông Tô Lịch nhằm đảm bảo giao thông, đồng thời tưới tiêu cho các vùng xung quanh kinh thành Thăng Long.
Sang thế kỷ 14, nhiều công trình thủy nông vẫn được tiếp tục xây dựng. Năm 1355 và 1357, Trần Dụ Tông cho đào sông ở Thanh Hóa và Nghệ An. Năm 1374, Trần Duệ Tông cho nạo vét các dòng sông từ Thanh Hóa tới cửa biển Hà Hoa (Kỳ La, Hà Tĩnh). Năm 1382, nhà Trần cho đào tiếp sông ở Tân Bình và Thuận Hóa.